# Marcia Andrades
Marcia Yuleisi Andrades Mendoza (20 de septiembre de 1992), es una luchadora venezolana de lucha libre. Participó en dos Juegos Olímpicos. Consiguió un 11.º puesto en Juegos Olímpicos de Pekín 2008 y logró la 19.ª posición en Juegos Olímpicos de Londres 2012 en la categoría de 55 kg.
Compitió en ocho Mundiales, obtuvo el octavo lugar en 2003. Ganó dos medallas de bronce en los Juegos Panamericanos de 2003 y 2007, se clasificó en la 5.ª posición en 2011. Logró dos medallas de los Juegos Centroamericanos y del Caribe, de oro en 2002. Conquistó una medalla de plata de los Juegos Suramericanos de 2006. Obtuvo cuatro medallas en los Juegos Bolivarianos, de oro 2001, 2005 y 2009. Diez veces subió al podio de los Campeonatos Panamericanos, consiguiendo un oro en 2000, 2005, 2006 y 2009. Representó a su país en la Copa del Mundo en 2005 clasificándose en la 4.ª posición.
Su marido Ricardo Roberty también compitió en torneos de lucha.